# ماریوس زالیوکاس
ماریوس زالیوکاس (انگلیسی: Marius Žaliūkas؛ ۱۰ نوامبر ۱۹۸۳ – ۳۱ اکتبر ۲۰۲۰) بازیکن فوتبال اهل لیتوانی بود.
از باشگاه‌هایی که در آن بازی کرده‌است می‌توان به باشگاه فوتبال هارت آف میدلوتیان، باشگاه فوتبال کاوناس، باشگاه فوتبال رنجرز، باشگاه فوتبال ژالگیریس، و باشگاه فوتبال لیدز یونایتد اشاره کرد.
وی همچنین در تیم‌های ملی فوتبال زیر ۲۱ سال لیتوانی و بزرگسالان لیتوانی بازی کرده‌است. زالیوکاس در سال ۲۰۲۰ به دلیل عارضه اسکلروز جانبی آمیوتروفیک در سن ۳۶ سالگی درگذشت.